# 소금쟁이
소금쟁이(water strider)는 노린재아목에 속하는 곤충 중에서 소금쟁이과(Gerridae)에 속한 수표생물이자 수생곤충이다. 주요 서식지는 극지방을 제외하고, 한국, 일본, 시베리아, 중국 대륙 등의 동아시아를 포함한 전 세계이다. 몸 길이는 수컷이 11~14mm, 암컷이 13~16mm 정도이고, 몸 색깔은 진한 갈색이나 검은색을 띤다. 종류마다 다르지만 주요 서식지는 연못, 개천, 호수, 늪지 등이다.

## 유래
1948년에 출간된 대한민국 최초의 <조복성 곤충기>에 소금쟁이에 대한 유래가 나온다.
주둥이로 '쏘는 놈'이라는 뜻을 가진 '쏨쟁이'가 변해 소금쟁이가 되었다고 한다. 바닷물고기 쏨뱅이도 '가시로 쏜다'라는 말에서 나왔고 민물고기 '쏘가리'도 같은 뜻이므로 논란의 여지가 없다. 바닷물고기 '쏠배감펭'도 같은 어원이다. 소금장수나 바닷가와는 전혀 관계가 없다. 
출처는 오마이뉴스 칼럼인 <단칼에 끝내는 인문학 곤충기>쏨쟁이가 물결 구애로 암컷을 부르는 까닭은?

## 특징
소금쟁이는 주로 물고기 시체나 수면 위에 떨어진 곤충의 체액을 먹고 사는 육식동물이며, 육상 곤충이 물에 빠졌을 땐 수면의 물결을 통해 위치를 알아내 사냥한다. 소금쟁이는 각각의 세력권을 가지고 사는데, 자신의 둘레에 원을 그림으로서 영역 표시를 하고 다른 소금쟁이가 들어오지 못하게 하며 세력권을 이룬다. 소금쟁이는 물 위를 이리저리 돌아다니며 살아서 세력권도 이동할 때마다 변한다. 또한, 소금쟁이는 날개를 이용해 비행이 가능하나, 날개가 신체에 비해 작아서 한번에 오랫동안 날 수는 없다. 소금쟁이는 물 속이나 낙엽 밑에서 겨울잠을 자며, 겨울잠에서 깨어난 암컷은 봄이나 여름에 물에 떠있는 물체 위에 알을 낳는다. 알은 애벌레를 거쳐 성충이 된다. 소금쟁이는 주로 수면 위에서 생활하는데, 소금쟁이가 물에 뜰 수 있는 이유는 다리 끝부분에 많은 잔털들에 기름기가 있어 물에 뜰 수 있는 것이다.또한 잔털 속에 맺히는 많은 공기방울들에 의해 부력이 작용하는 것도 한 이유이다. 소금쟁이의 다리의 역할은 각각 다르다. 짧은 앞다리로는 먹이를 잡는데 사용하고, 가운뎃다리로는 노를 젓듯이 소용돌이를 일으켜 추진력을 얻는다. 그러므로, 가운뎃다리가 없으면 헤엄을 못 친다. 한편, 뒷다리는 방향타처럼 사용하는데, 뒷다리 하나가 없으면 방향을 잡지 못해 빙글빙글 돈다. 또한, 소금쟁이는 1초에 자기 몸 길이의 100배나 되는 거리까지 이동할 수 있다. 천적으로는 새 등이 있고, 라이벌은 송장헤엄치게가 있다.

## 분류
- 소금쟁이과 (Gerridae)
  - Rhadadotarsinae
  - Trepobatinae
  - Halobatinae
  - Ptilomerinae
  - Cylindrostethinae
  - Charmatometrinae
  - Eotrechinae
  - Gerrinae

## 동영상
소금쟁이 소용돌이 패턴 실험
https://www.youtube.com/embed/eeyefu93t7A